# Jan Kiedrowski
Jan Kiedrowski (ur. 22 stycznia 1932 w Rębiechowie/Kartuzy, zm. 19 stycznia 1989 w Pradze/Czechosłowacja) – dyplomata, dziennikarz, tłumacz oraz kaszubski działacz polityczny i kulturalny. Członek Zrzeszenia Studentów Polskich a potem PZPR.

## Życiorys
Urodzony na kaszubskiej wsi, mieszkaniec Gdańska. Jeszcze jako dziecko w okresie drugiej wojny trafił na teren Trzeciej Rzeszy, gdzie przez cztery lata pracował przymusowo w gospodarstwie niemieckiego junkra.
Absolwent Wydziału Dziennikarstwa Uniwersytetu Warszawskiego (1957).
Działacz Zrzeszenia Kaszubskiego (obecnie Zrzeszenie Kaszubsko-Pomorskie) organizacji powstałej po przełomie październikowym 1956 r., w klimacie głębokiej nieufności władz wobec Kaszubów.
Współpracował z wieloma działaczami Pomorza m.in. z Lechem Bądkowskim, który stał się jego mentorem w tamtym okresie.
Zaraz po studiach w 1957 wraz ze swoimi przyjaciółmi, m.in. Tadeuszem Bolduanem i Stanisławem Dziadoniem (ps. Karol Rozbicki) zorganizował i współtworzył dwutygodnik „KASZËBE”, wydawany w Gdańsku organ Zarządu Głównego Zrzeszenia Kaszubskiego, do którego pisał felietony w języku kaszubskim (np.: „Toczków Hanes wanóży po Kaszëbach”).
W latach 1959–1963 był członkiem redakcji Głosu Wybrzeża. Gazeta zmieniała w tym czasie swój profil w ślad zachodzących przemian politycznych, otwierając się na tematykę regionu Kaszub, Kociewia i Gdańska.
Pozostając wiernym swojej kaszubskiej pasji, poruszał również problematykę kultury, historii oraz stosunków polsko-niemieckich. W kolejnych latach, będąc już pracownikiem Ministerstwa Spraw Zagranicznych pisał pod pseudonimem Andrzej Zwardoń.
Służbę w korpusie dyplomatycznym MSZ rozpoczął w 1964 w randze attaché kulturalnego w polskiej ambasadzie w Berlinie (NRD).
W 1966 skierowany został do pracy w konsulacie w Bratysławie (Czechosłowacja) a następnie od 1967 do 1969 pełnił funkcję attaché prasowego ambasady PRL w Pradze.
Wyjazd do Pragi zbiegł się w czasie ze znanymi wydarzeniami czechosłowackiej kontrrewolucji - „Praskiej Wiosny” w 1968 roku.
W czerwcu 1970 zamieszkał na stałe w Warszawie. W 1972 ponownie oddelegowany został do pracy w ambasadzie polskiej w Berlinie (NRD), gdzie awansował do rangi radcy. Do kraju wrócił po pięciu latach.
W kolejnej dekadzie znów wyjechał do Czechosłowacji, co wiązało się z ważną zmianą w jego życiu osobistym. Pełnił obowiązki konsula PRL w Bratysławie a następnie, podczas rocznej delegacji funkcję kierownika Polskiego Ośrodka Kulturalnego (1986–1987). W 1988 wyjechał na swoją ostatnią placówkę dyplomatyczną do Pragi. Ponownie mianowany I sekretarzem ambasady polskiej.
W okresach pobytu w kraju, kiedy tylko mógł, powracał prywatnie i służbowo na wybrzeże podtrzymując dawne kontakty. Żywo interesował się wszystkim co działo się w Gdańsku i na Kaszubach.
Kiedrowski stał się znawcą stosunków polsko–niemieckich nie tylko z racji pełnionych funkcji zawodowych, ale, co równie ważne, z racji pochodzenia i doświadczeń życiowych, które stały się poniekąd przyczynkiem do podjęcia literackiej próby osobistego rozrachunku. Zaowocowało to wieloma publikacjami a wreszcie wydaniem w 1987 r. ważnej książki „Spotkania niemieckie” opisującej przemiany postaw w NRD w okresie powojennego czterdziestolecia (ISBN 83-205-3874-2).
Koniec lat 80. był okresem podsumowań doświadczeń. Zaczął zajmować się twórczością literacką oraz rozważał swój powrót do pracy w zawodzie dziennikarza wspominając m.in. działalność w środowisku Zrzeszenia Kaszubskiego, oraz pracę w redakcji Głosu Wybrzeża jako okres bardzo twórczy i inspirujący. Zbierał materiały, tworzył i przygotowywał się do publikacji kolejnych dzieł.
Kilkuletnia choroba (trombocytopenia) i wyczerpujący tryb życia nie pozwoliły jednak na spełnienie planów.
Zmarł nagle w czasie pracy w ambasadzie w Pradze, w styczniu 1989 roku na skutek wylewu.